# Wietrzenie fizyczne

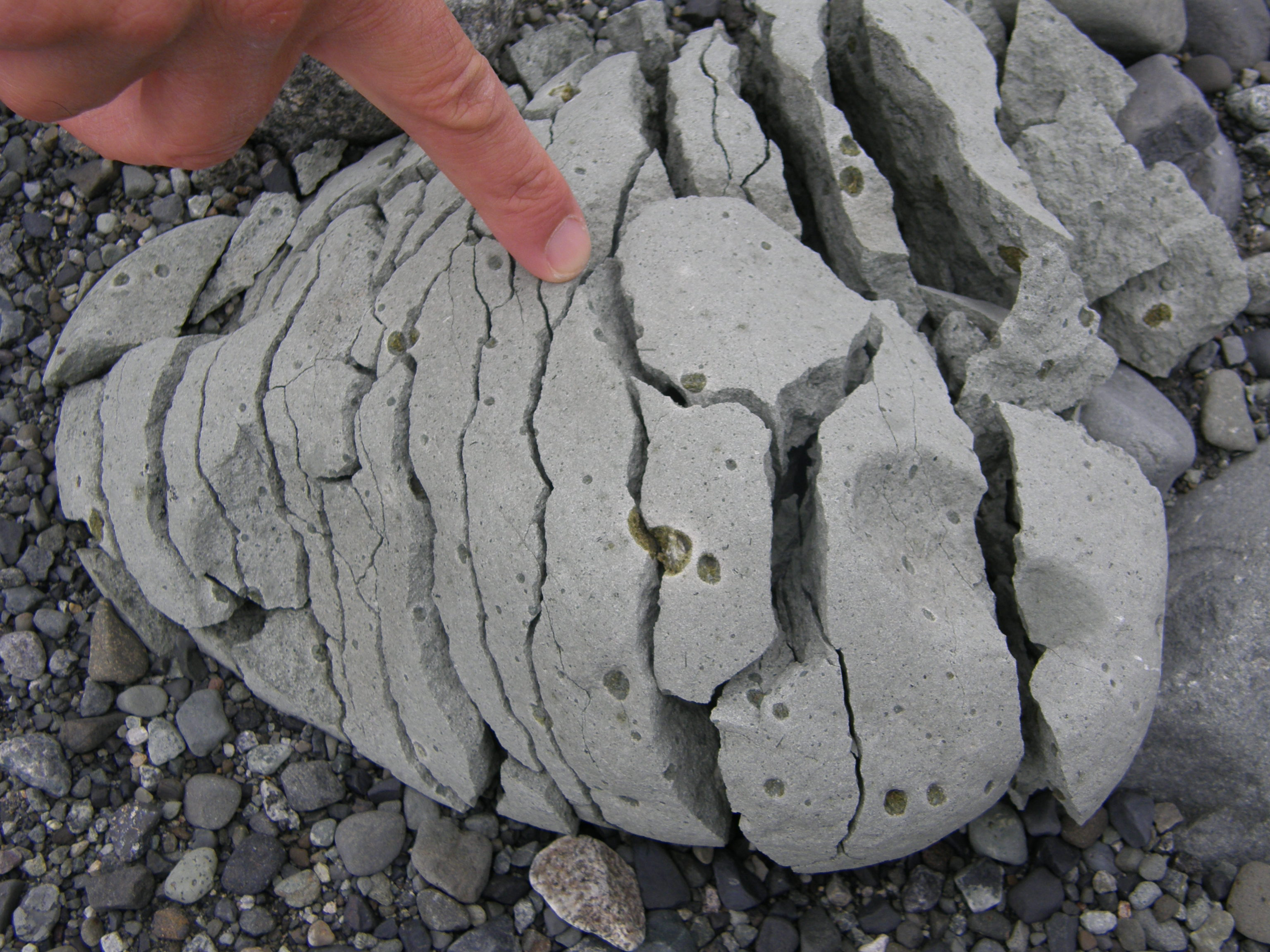
Przykład efektu wietrzenia mrozowego

Wietrzenie fizyczne (mechaniczne) – proces wietrzenia prowadzący do zmian fizycznych skały – jest ona rozdrabniana na coraz mniejsze okruchy, lecz nie zmienia się jej skład chemiczny.
Może być ono wywołane:
- zmianami natężenia promieniowania słonecznego (wietrzenie insolacyjne – dezintegracja skał i eksfoliacja)
- zmianami temperatury – najistotniejsze są dobowe amplitudy temperatur oraz wahanie temperatury w okolicach 0 °C (zamarzanie i rozmarzanie gruntu – wietrzenie mrozowe)
- zmianami wilgotności gruntu – duże znaczenie w przypadku skał ilastych (wietrzenie ilaste)
- mechanicznym działaniem soli (wietrzenie solne)
- mechanicznym działaniem organizmów (wietrzenie biologiczne)

Prowadzi do rozpadu skały na bloki, gruz, okruchy lub poszczególne ziarna. W jego wyniku powstają m.in. gołoborza i stożki usypiskowe.